# Röde och Båräng
Röde och Båräng var en av SCB avgränsad och namnsatt småort i Sundsvalls kommun på Alnön. Den omfattade bebyggelse i Röde och Båräng. Från 2015 räknas området som en del av tätorten Vi/Alvik.